# The Last Exorcism Part II
The Last Exorcism Part II (bra O Último Exorcismo: Parte II) é um filme de terror estadunidense, dirigido por Ed Gass-Donnelly. É estrelado por Ashley Bell, Andrew Sensenig e Spencer Treat Clark. É o sucessor de The Last Exorcism, lançado em 2010, e foi lançamento nos Estados Unidos em 1º de março de 2013.

## Sinopse
Nell Sweetzer (Ashley Bell) é encontrada suja e aterrorizada na floresta depois de escapar do ritual no qual um culto a ajudou a dar à luz um bebê-demoníaco. Nell não se lembra de muita coisa dos meses anteriores. Ela se muda para uma cidade chamada Davreaux, achando que vai conseguir recomeçar sua vida. Mas ela recebe uma ligação do demônio dizendo "Vou te achar" , e todo o terror começa de novo.

## Elenco
- Ashley Bell como Nell Sweetzer
- Julia Garner como Gwen
- Spencer Treat Clark como Chris
- Muse Watson como Frank Merle
- Louis Herthum como Louis Sweetzer
- Boyana Balta como Lily
- David Jensen como Calder
- Judd Lormand como Jared
- Joe Chrest como Pastor
- Andrew Sensenig como Doutor

## Ligações Externas
- «Sítio oficial»
- The Last Exorcism Part II. no IMDb.
- «The Last Exorcism Part II» (em inglês) no Rotten Tomatoes
- «The Last Exorcism Part II» (em inglês). no Metacritic

- The Last Exorcism Part II no AdoroCinema